# Serge Mdivani

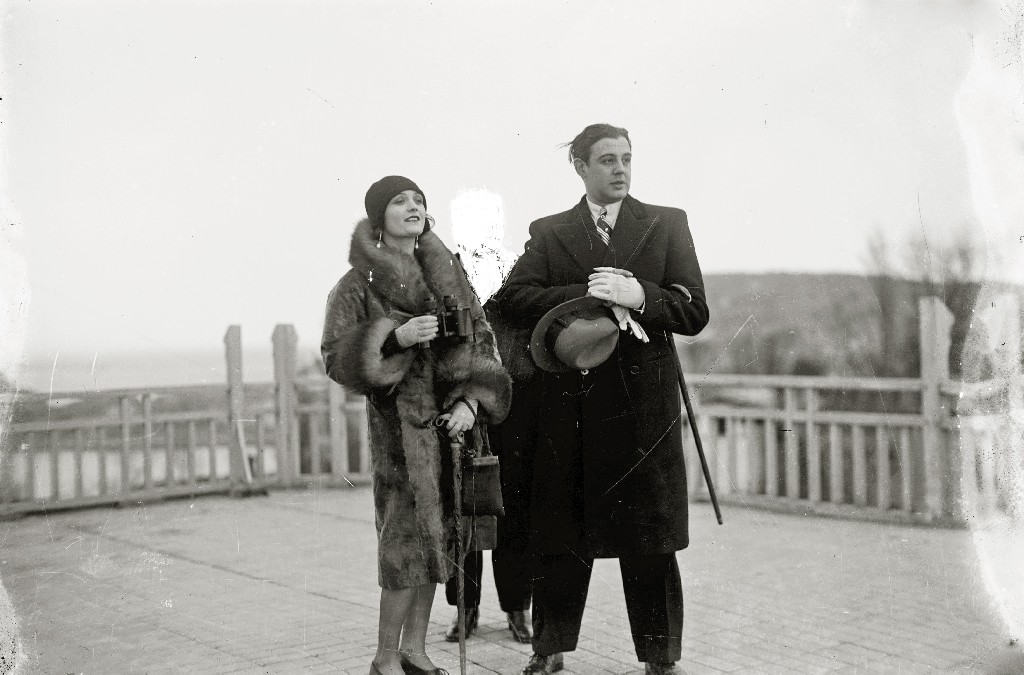
Serge Mdivani mit seiner Ehefrau Pola Negri. Eine unbekannte dritte Person wurde auf dem Foto retuschiert.

Serge Mdivani (* 17. Februar 1903 in Tiflis, Georgien; † 15. März 1936 in Florida) gehörte zu den fünf Geschwistern, die als Marrying Mdivanis bekannt waren. Als Ehemann des Filmstars Pola Negri wurde er 1927 weltberühmt.

## Leben
Serge Mdivani wurde als ältester Sohn von Zakhari Mdivani, einem General des Zaren Nikolaus II., und seiner Frau Elisabeth Viktorowna Sobolevska geboren. Weitere Familienmitglieder waren:
- Nina Mdivani (* 27. Januar 1901; † 19. Februar 1987)
- David Mdivani (* 14. Februar 1904 in Tiflis; † 5. August 1984)
- Roussadana Mdivani (* 7. Juli 1905; † 16. Dezember 1938)
- Alexis Mdivani (* 7. Februar 1908; † 1. August 1935)

1914 siedelte die Familie von Tiflis nach Batumi über, da Zakhari Mdivani von Nikolaus II. zum Gouverneur der Stadt ernannt worden war. Wer dort an Ölgeschäften interessiert war, musste bei General Mdivani vorstellig werden. Dadurch kam 1919 ein amerikanischer Geschäftsreisender, Zenas Marshall Crane, mit der Familie in Kontakt. Er nahm Serge und David Mdivani mit in die USA, wo sie eine Highschool mit Internat in Andover, Massachusetts, besuchten. Nach ihrem Schulabschluss reisten die Brüder für kurze Zeit nach Paris, wo sich die Familie 1921 nach der Flucht über Konstantinopel niedergelassen hatte. Seit ihrem Exil hatte Elisabeth Mdivani sich und ihren Töchtern Prinzessinnen-Titel zugelegt, die Söhne ließen sich als Prinzen titulieren, was ihnen als Entreé in gehobene Gesellschaftskreise diente. Nachdem ihre Mutter überraschend gestorben war, kehrten Serge und David 1923 in die USA zurück. Sie nahmen verschiedene Jobs an, planten aber, ins Ölgeschäft einzusteigen. Ab 1924 soll Serge als Sekretär für die Firma Georgian Exploration Co. Inc. gearbeitet haben.

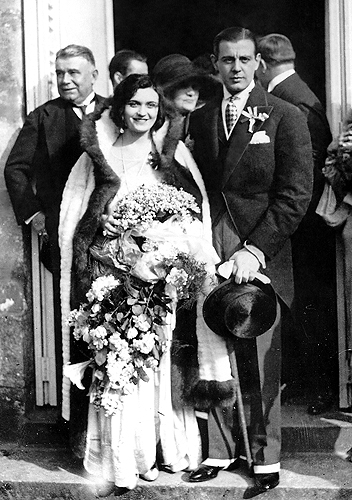
Die Hochzeit von Serge Mdivani und Pola Negri

Über David, der inzwischen in Hollywood lebte, lernte Serge Mdivani die polnische Filmschauspielerin Pola Negri kennen. Sie war 1923 in die USA gekommen und stand bei Paramount unter Vertrag. Pola Negri hatte David Mdivani erfolgreich mit ihrer Kollegin Mae Murray zusammengebracht und war Trauzeugin, als das Paar im Juni 1926 heiratete. Pola selbst wollte Rudolph Valentino heiraten, doch der starb völlig unerwartet. Gleichzeitig ging ihre Karriere in den USA mit dem Tonfilm zu Ende, weil ihr polnischer Akzent beim Publikum nicht ankam. Serge Mdivani und Pola Negri wurden ein Paar; im April 1927 traten sie mit großem Pressewirbel die Überfahrt nach Frankreich an, wo sie am 14. Mai 1927 heirateten. Pola Negri besaß dort ein Schloss, das Château Reuil Seraincourt, das sie zwei Jahre vorher für sich und Valentino gekauft hatte. Über das Liebesleben von „Prinz“ und „Prinzessin“ Mdivani wurde in der europäischen und amerikanischen Presse ausführlich berichtet. Den Reportern entging deshalb auch nicht, dass das Eheglück von kurzer Dauer war. Durch den Börsencrash 1929 ging ein großer Teil von Pola Negris umfangreichem Vermögen verloren. Darüber hinaus begann Serge Mdivani ein Verhältnis mit der Opernsängerin Mary McCormic, woraufhin Pola die Scheidung einreichte. Beim Termin vor Gericht kam es noch einmal zur Versöhnung, die nicht lange hielt. Die Ehe wurde schließlich geschieden, und Serge heiratete am 27. April 1931 Mary McCormic. Er nahm seine Pläne vom Ölgeschäft wieder auf und gründete mit David Mdivani die Pacific Shore Oil Company. Sie verkauften mit Erfolg Anteile an dem Unternehmen an private Investoren, wobei ihnen ihre Ehefrauen – Mary McCormic und Davids Ehefrau Mae Murray – viele Kunden vermittelten und auch selbst zu den Anteilseignern gehörten. Wenige Jahre später standen beide Ehen vor dem Aus, und die Ex-Ehefrauen zogen 1933 gegen die Brüder vor Gericht. Man warf ihnen vor, über 30.000 Dollar veruntreut zu haben, während die anderen Investoren leer ausgingen. Im Oktober 1934 schließlich wurde der Vorwurf des Diebstahls fallen gelassen. Stattdessen beschuldigte man Serge und David Mdivani in dem abgeschwächten Anklagepunkt der Verschwörung zum Zwecke einer kriminellen Handlung und verurteilte sie am Ende des Prozesses zu Geldbußen.
Am 14. Januar 1936 heiratete Serge Mdivani zum dritten Mal. Er trat mit Louise Astor Van Alen vor den Altar, die von 1931 bis 1932 Ehefrau seines jüngeren Bruders Alexis Mdivani gewesen war. Nur wenige Wochen später, am 16. März 1936, verunglückte Serge Mdivani im Alter von 33 Jahren tödlich beim Polo-Spiel. Während eines Turniers in Palm Beach stürzte er aus dem Sattel und wurde von den Hufen seines Ponys am Kopf getroffen. Noch auf dem Spielfeld starb er an seiner Kopfverletzung. Er wurde auf dem Berkeley Memorial Cemetery, Rhode Island, USA, begraben.